# Torralba de los Sisones
Torralba de los Sisones es un municipio y localidad española de la provincia de Teruel, en la comunidad autónoma de Aragón. El término municipal, ubicado en la comarca del Jiloca, tiene una población de 146 habitantes (INE 2024).

## Geografía
Situado al sur de la laguna de Gallocanta, en el Sistema Ibérico. Su antiguo casco urbano se agrupaba en torno a un castillo musulmán semiderruido, desde el cual se puede observar toda la comarca. En sus cercanías existe una ermita dedicada a Santa Bárbara. Se encuentra al noroesta de la provincia, a 87,8 km de Teruel. Tiene un área de 44,66 km² y el código postal es 44359.

## Historia
En el año 1248, por privilegio de Jaime I, este lugar se desliga de la dependencia de Daroca, pasando a formar parte de Sesma del Campo de Gallocanta en la Comunidad de Aldeas de Daroca, que en 1838 fue disuelta.
A mediados del siglo XIX, el lugar contaba con una población censada de 591 habitantes. La localidad aparece descrita en el decimoquinto volumen del Diccionario geográfico-estadístico-histórico de España y sus posesiones de Ultramar de Pascual Madoz de la siguiente manera:

TORRALBA DE LOS SISONES: v. con ayunt. en la prov. de Teruel (10 leg.), part. jud. de Calamocha (2), aud. terr. y dióc. de Zaragoza (16) y c. g. de Aragon. Está sit. en el limite occidental de la prov. en el campo titulado de Bello; el clima es frio y las enfermedades mas comunes calenturas y catarros. Se compone de 80 casas de mediana construccion, entre ellas la del ayunt. que tambien sirve de cárcel: una escuela de instruccion primaria concurrida por 18 niños; una fuente de cuyas aguas usan los vec.; igl. parr. (San Pedro Apóstol) servida por un cura de primer ascenso y de provision ordinaria, y un cementerio que en nada perjudica á la salud pública. Confina el térm. por el N. con el de Bello y Torno; E. Villalva de los Morales; S. el anterior y Blancas, y O. Odon; hay en él 3 manantiales y una ermita dedicada á la Virgen del Buen Consuelo. El terreno generalmente es llano pero estéril por ser de secano. Los caminos están regulares y conducen á Teruel, Molina y Calatayud. El correo se recibe de Calamocha. prod.: centeno, trigo morcacho, cebada y avena; hay ganado lanar, y caza de conejos, perdices y liebres. pobl.: 135 vec., 591 alm. riqueza imp.: 16,931 rs.
(Madoz, 1849, p. 60)

## Demografía
Torralba de los Sisones cuenta con una población de 146 habitantes (INE 2024).
| Gráfica de evolución demográfica de Torralba de los Sisones entre 1842 y 2021                                                                                                |
| |
| Población de derecho según los censos de población del INE Población de hecho según los censos de población del INEEn este censo se denominaba Torralva de los Sisones: 1842 |

## Administración y política

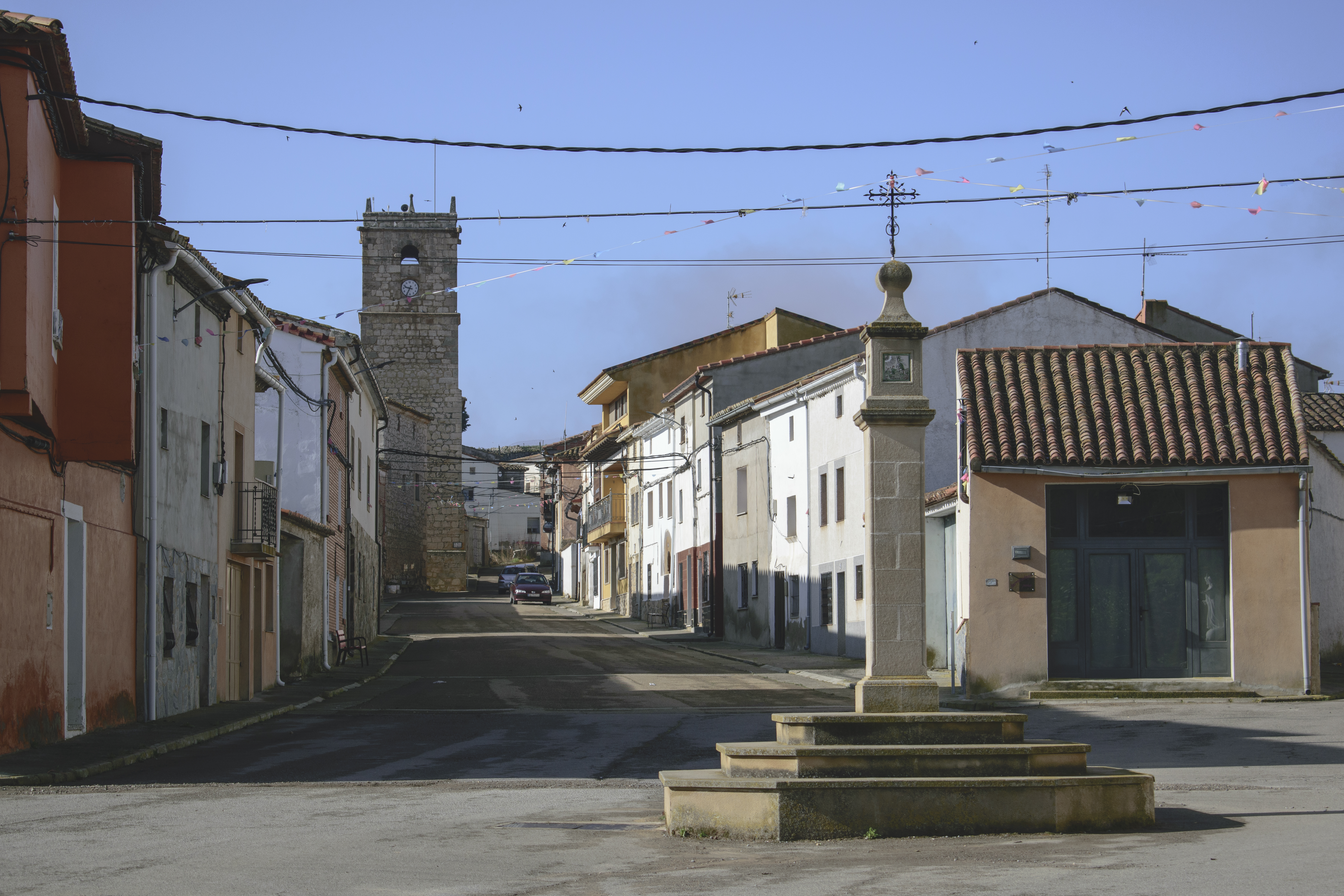
Calle de Torralba de los Sisones con torre de la Iglesia al fondo

| Período   | Alcalde                    | Partido |  |
| --------- | -------------------------- | ------- |  |
| 1979-1983 | Manuel Piquer Barceló      | UCD     |  |
| 1983-1987 |                            |         |  |
| 1987-1991 |                            |         |  |
| 1991-1995 |                            |         |  |
| 1995-1999 |                            |         |  |
| 1999-2003 |                            |         |  |
| 2003-2007 |                            |         |  |
| 2007-2011 |                            |         |  |
| 2011-2015 | José María Piquer Meléndez | PAR     |  |
| 2015-2019 | Asterio Abad del Carmen    | PAR     |  |
| 2019-     | Asterio Abad del Carmen    | PAR     |  |

| Partido político    | Partido político                                   | 2003   | 2007   | 2011   | 2015   |
| Partido político    | Partido político                                   | Ediles | Ediles | Ediles | Ediles |
|                     | Partido Aragonés (PAR)                             | —      | 3      | 3      | 5      |
|                     | Partido Popular de Aragón (PP)                     | 4      | 2      | 2      | —      |
|                     | Chunta Aragonesista (CHA)                          | 1      | —      | —      | —      |
|                     | Partido de los Socialistas de Aragón (PSOE-Aragón) | —      | —      | —      | —      |
| Total de concejales | Total de concejales                                | 5      | 5      | 5      | 5      |

## Lugares de interés
- Torreón de San Pedro.
- Ermita del Buen Consuelo.
- Laguna de Gallocanta.

## Fiestas
El 3 de febrero se celebran fiestas en honor de San Blas. Las fiestas mayores, en honor de San Roque son del 14 al 19 de agosto. Se celebra una romería el segundo domingo de mayo y otra el segundo domingo de junio.